# Alois Svojsík
Alois Josef Svojsík (16. února 1875 Praha – 3. listopadu 1917, tamtéž) byl český římskokatolický kněz, překladatel náboženských spisů a fejetonista. Je autorem publikace Japonsko a jeho lid (1913), která byla zdaleka nejobsáhlejší knihou o Japonsku v češtině v dobách Rakouska-Uherska.
Byl nejstarším bratrem zakladatele českého skautingu A. B. Svojsíka.

## Život
Narodil se jako nejstarší ze čtyř bratrů v chudé rodině. Jeho otec byl četnickým strážmistrem, později c. k. okresním tajemníkem ve Dvoře Králové, kde v roce 1879 ve 45 letech zemřel. Jeho maminka Ludmila (roz. Havlíková, 1852–1911) pocházela ze starého mlynářského rodu.
U svého dědečka z matčiny strany se v Dobřichovicích učil spolu se svými bratry zacházet s různými nástroji. Chlapci pomáhali při všech potřebných pracích, ke kterým patřilo také dolování písku v Berounce.
Později se rozhodl pro kněžství, mj. proto, že pobyt a studium v semináři bylo bezplatné. Roku 1913 mu v češtině vyšla publikace o Japonsku, v dané době nejrozsáhlejší kniha na toto téma.

## Dílo
- Japonsko a jeho lid, nakladatelství Svépomoc, 1913, 560 stran dostupné online v knihově Bohemian Library